# Рихард Крајичек
Рихард Петер Станислав Крајичек (хол. Richard Peter Stanislav Krajicek; рођен 6. децембра 1971) је бивши холандски тенисер.

## Каријера
Рихард Крајичек је започео играчку каријеру 1989. године на АТП турнирима. Први турнир је освојио 1991. године у Хонгконгу. Највећи успех је остварио освајањем Вимблдона 1996. године. У финалу је победио Маливај Вошингтона са 3-0. Освојио је још два турнира из Мастерс серије: Штутгарт 1998. и Мајами 1999. године, а на АТП листи је достигао до четвртог места. Повукао се 2003. године.
Након што се пензионисао основао је The Richard Krajicek Foundation, фондацију за изградњу тениских терена у Холандији. Његова полусестра је такође позната тенисерка Михаела Крајичек.
Од 2004. године је директор АТП турнира у Ротердаму.

## Гренд слем финала
| Исход  | Година | Турнир   | Подлога | Противник         | Резултат      |
| Победа | 1996   | Вимблдон | Трава   | Маливај Вошингтон | 6–3, 6–4, 6–3 |